# Theater am Kirchplatz TaK

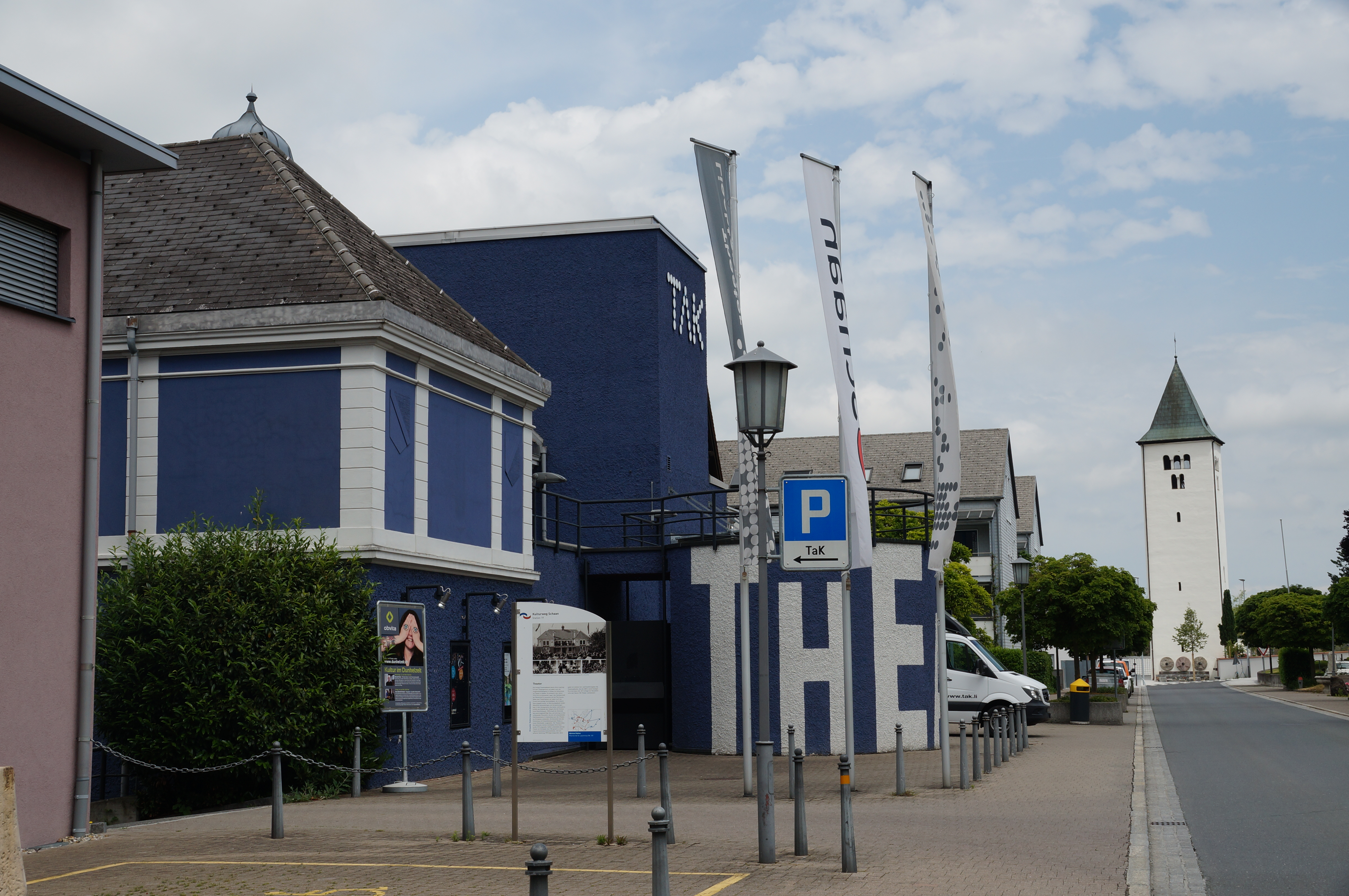
Theater am Kirchplatz TaK in Schaan

Das Theater am Kirchplatz TaK in Schaan ist eine der bedeutendsten kulturellen Plattformen im Fürstentum Liechtenstein und der Region Liechtenstein-Vorarlberg-Ostschweiz. Das Haus bringt führende Theater aus dem deutschsprachigen Raum ins Land und veranstaltet nebst Theater auch Konzerte, Kabaretts, Comedy, Tanz, Literaturveranstaltungen auch Kinder- und Jugendtheater. Das Theater am Kirchplatz TaK wurde am 8. Januar 1970 gegründet. Seine Träger sind der Staat Liechtenstein und die beiden Gemeinden Schaan und Vaduz.
Das Theater erfüllt die Aufgaben eines Nationaltheaters.

## Entstehungsgeschichte
Das Theatergebäude wurde bereits vor dem Ersten Weltkrieg, in den Jahren 1913/14, gebaut. Damals war es ein Vereinshaus, in dem verschiedene öffentliche Veranstaltungen wie zum Beispiel Theateraufführungen, Turnen und Versammlungen stattfanden. Gegen Ende des Ersten Weltkriegs hausten ehemalige russische Kriegsgefangene darin. In den 1940er Jahren diente es als Notschulhaus. Erst 1968 erwarb die Gemeinde Schaan das Haus und unterzog es einer umfassenden Renovation. Als katholisches Vereinshaus wurde es von den Gemeindemitgliedern als Mehrzweckgebäude genutzt. Erst durch den Einzug des „Kabarett Kaktus“ im Jahre 1970, entwickelte sich das Haus zum „Theater am Kirchplatz TaK“. Die Gruppe „Kabarett Kaktus“ war 1964 in Vaduz gegründet worden. Hauptautor und Regisseur der Gruppe war Alois Büchel, der eine zentrale Rolle für das „Kabarett Kaktus“ und das „Theater am Kirchplatz TaK“ spielte: Unter seiner Leitung als erster Intendant entwickelte sich das „Theater am Kirchplatz TaK“ zu einem international beachteten Mehrspartenhaus.
„Die Verwirklichung dieses Kleintheaters ist das Resultat jahrelanger Bemühungen kulturell interessierter Kreise und vor allem des heutigen Intendanten Alois Büchel ...“, schrieb die Zeitschrift "werk/œuvre" 1975 zum Wirken und Einfluss von Alois Büchel.
Dem Projekt „Theater am Kirchplatz TaK“ gingen zwei Anläufe voran: 1966 trieben Alois Büchel und seine Gruppe Geld für ein Theaterprojekt auf. Im Anschluss wurde der Zürcher Architekt Ernst Gisel beauftragt, Studien für den Umbau einer alten Vogteischeune in Vaduz anzufertigen. Ein Jahr später – 1967 – bekam der Architekt einen weiteren Auftrag: Es handelte sich um die Studien für einen Neubau am Fusse des fürstlichen Rebbergs. Die beiden Projekte stiessen im Hauptort Liechtensteins jedoch auf Widerstand. „Kabarett Kaktus“ fand schliesslich 1970 im Nachbarort Schaan und in dessen katholischem Vereinshaus einen Platz für das geplante Projekt. Erstmals hatte damit ein Liechtensteiner Theater eine eigene Spielstätte.
Die Gründung des „Theater am Kirchplatz TaK“ war am 8. Januar 1970. Die Eröffnung fand mit der Premiere des 4. Programms des liechtensteinischen „Kabarett Kaktus“ statt. Unter der Leitung des ersten Intendanten Alois Büchel änderte das Konzept des Hauses: Aus dem Mehrzweckhaus entwickelte sich eine beachtete Kulturinstitution der Region Liechtenstein-Vorarlberg-Ostschweiz. Im Hauptsaal gab es Theateraufführungen – Gastspiele und Eigenproduktionen. Das Foyer diente für weitere kulturelle Veranstaltungen: Galeriebetrieb, Vorträge, Tanzfeste, kleinere und grössere Essen. Gab es im Foyer gerade keine Veranstaltungen, diente der Raum als Lesesaal, Buchhandlung, Café- und Barbetrieb, wie auch als Vorverkaufsstelle.
Wegen seiner engen Raumverhältnisse war das „Theater am Kirchplatz TaK“ als kulturelles Zentrum ungünstig, weshalb der Zürcher Architekt Ernst Gisel erneut beauftragt wurde: Das Vereinshaus sollte in ein Theater und Mehrspartenhaus umgebaut werden. Der Umbau kostete rund 1,5 Millionen Schweizer Franken und vollzog sich innert kurzer Zeit und während der Sommerpause im Jahr 1972. Am 20. Oktober 1972 wurde das frisch umgebaute kulturelle Zentrum eingeweiht und die Genossenschaft „Theater am Kirchplatz TaK“ Rechtsträger des Hauses.

## Umbau vom Vereinshaus zum Theater
Gegenüber der Zeitschrift "werk/œuvre" sagte der Zürcher Architekt Ernst Gisel 1975: „Beim Umbauen kommt man auf Ideen, auf die man bei einem Neubau eben nicht kommt ... Es wäre zum Beispiel kaum denkbar, dass man bei einem Neubau die Zuschauer von der Strasse zuerst ins Kellergeschoss hinunterführen und sie dann gleich wieder bitten würde, in den Theatersaal hinaufzusteigen. Gerade das taten wir aber in Schaan. Es war die beste Lösung. Und es ist vielleicht gerade dieses Abnormale und Ungewohnte, das Bewegung in die Sache bringt und ihren Charme ausmacht.“
Grund für den Umbau waren die engen Raumverhältnisse. Die Umfangsmauern des Gebäudes blieben bestehen. Nur das Dach veränderte sich wegen des errichteten Bühnenhauses. Neu war der zylinderförmige angebaute Eingang, durch welchen die Zuschauer über eine breite Wendeltreppe ins Foyer gelangten, das im Kellergeschoss lag. Von da aus führte eine weitere Treppe hinauf in den Theatersaal, der sich über das ganze Erdgeschoss ausbreitete. Beim Umbau im Jahr 1972 ging es hauptsächlich darum, die Zuschauerzahl auf 400 zu steigern, damit die wirtschaftliche Grundlage und Verwaltung gut vertretbar waren. Die Bühnenöffnung wurde auf 8 Meter Breite ausgebaut und die Höhe derselben konnte zwischen 3,55 bis 4,45 Meter variiert werden – je nach Aufführung. Von der Bühne her führte fortan eine Verbindung zur Künstlergarderobe. Des Weiteren wurde ein direkter Bühnenausgang zur Strasse ausgebaut, damit Kulissen, Kostüme und Requisiten ohne Umstände verladen werden konnten. Trotz der engen Raumverhältnisse fand der Zürcher Architekt Ernst Gisel Möglichkeiten, Seitenbühnen einzurichten, über welche Kulissen verschwinden konnten.

## Die Ära Alois Büchel
Unter der Leitung des ersten Theaterintendanten Alois Büchel entwickelte sich das „Theater am Kirchplatz TaK“ auf ein internationales Niveau. Alois Büchel holte berühmte Künstler und Künstlerinnen, wie die Schauspielerin Therese Giehse und den Jazzpianisten Oscar Peterson ins Land. „Theater am Kirchplatz TaK“ wurde über die Landesgrenze hinaus bekannt und die Veranstaltungen waren meist ausverkauft. Fünf der Eigenproduktionen unter der Regie von Alois Büchel zeichnete das Schweizer Fernsehen auf und die Produktionen wurden von weiteren deutschsprachigen Fernsehanstalten ausgestrahlt. Zu den populären Eigenproduktionen gehörten „Schweig, Bub!“ (1983/84), „Warten auf Godot“ (1988) und „Das Ende vom Anfang“ (1989). Wegen seiner Kontakte und Erfolge war Alois Büchel über viele Jahre hinweg ein gefeierter Theaterintendant. Dank seinem Wirken hat das „Theater am Kirchplatz TaK“ über 100'000 Besucher pro Jahr angelockt. Mit der Zeit eröffnete Alois Büchel ein Kino unter dem Namen „TaKino“.
Nazigegner Alois Büchel thematisierte in seinen Kabaretts auch Tabus und griff dabei den Liechtensteiner Unternehmensgründer Martin Hilti, einen früheren Bewunderer Julius Streichers an. Als Büchel im Jahr 1991 in der Reihe „Reden über Liechtenstein“ Max Frisch und den kirchenkritischen Theologen Hans Küng ankündigte, überschritt der Intendant endgültig ein Tabu. In der Folge wurde er 1992 entlassen. Mit seiner Entlassung erlitt das „Theater am Kirchplatz TaK“ einen grossen Einbruch.

## Die Zeit nach 1992
Wie im Vertrag zwischen der Gemeinde Schaan, der Genossenschaft „Theater am Kirchplatz Tak“ und Alois Büchel geregelt, war die Gemeinde für den Unterhalt des Gebäudes zuständig. Doch sie weigerte sich, ihrer Pflicht nachzukommen, was zu Auseinandersetzungen mit Intendant Alois Büchel führte. Nach der Entlassung Büchels wurde in einem Untersuchungsbericht festgehalten, dass die Gemeinde Schaan ihre Unterhaltspflichten dermassen vernachlässigt hatte, dass die Sicherheit der TaK-Mitarbeiter ernsthaft gefährdet war. Das Theater musste vorübergehend geschlossen werden.

„Nach Büchels für alle Beteiligten unerfreulichem Abgang vor ein paar Monaten hat das „Theater am Kirchplatz TaK“ in Sachen Kleinkunst jegliches Profil verloren …“

Eine grössere Sanierung führte die Gemeinde Schaan erst im Jahre 1995 durch. 1996 übernahm Georg Rootering die künstlerische Leitung des „Theaters am Kirchplatz TaK“, das seit der Entlassung Büchels nur noch Millionenverluste machte und das Vertrauen der Abonnenten, Genossenschafter und Sponsoren verlor. Erst unter der Leitung Rooterings gewann es wieder an Ansehen und schloss 1998 wieder mit schwarzen Zahlen und mit einem erwirtschafteten Plus von 185'000 Schweizer Franken ab.
Im Jahr 2005 gab es einen weiteren Umbau und eine Erweiterung der Räumlichkeiten.
In der Nachfolge der Intendanten Barbara Ellenberger sowie Thomas Spieckermann soll der langjährige Dramaturg Jan Sellke laut einstimmigem Beschluss des Aufsichtsrats der Theaters am Kirchplatz eG ab der Spielzeit 2026/27 die Intendanz übernehmen.